# Фабія Нумантіна
Фабія Нумантіна (*Fabia Numantina, прибл. 5 до н. е. —після 24) — римська матрона часів ранньої Римської імперії.

## Життєпис
Походила з патриціанського роду Фабіїв. Донька Павла Фабія Максима, консула 11 року до н. е., та Марції. У першому шлюбі була одружена з Секстом Аппулеєм, консулом 14 року, мала від нього сина, що помер дитиною. У другому шлюбі — дружина Марка Плавція Сільвана, претора 24 року.
До 24 р. їх шлюб вже був розірваний. Цього року Сільван вбив свою другу дружину Апронію. Нумантіна звинувачувалася в тому, що чаклунством наслала на нього безумство, проте була виправдана в суді. Про подальшу діяльність немає відомостей.